# Janvier 1983

## Actualités du mois
- 3 janvier : début de l'éruption actuelle du Kīlauea.

- 5 janvier (Inde) : le Parti du Congrès perd les élections régionales en Andhra Pradesh face au Telugu Desam dont le leader, N. T. Rama Rao devient chef du gouvernement local[1]. Indira Gandhi parvient à faire chuter le gouvernement en convainquant un ministre de rallier le Congrès. Cette manipulation provoque un tel tollé que New Delhi doit reculer. Indira rejette toute la responsabilité de l’affaire sur le gouvernement. Au Cachemire, Indira met en place un scénario similaire et provoque ainsi le basculement de l’État dans la violence.

- 8 janvier : création sous l’impulsion du Gabon du Centre international des civilisations bantu (CICIBA).

- 8 - 9 janvier[2] : Création du groupe de Contadora : le Mexique, le Venezuela, la Colombie et Panama décident d’entreprendre un effort de médiation destiné à ramener la paix dans l’isthme centraméricain. Ils reçoivent un large appui international (excepté des États-Unis) et sont rejoints à partir de 1985 par l’Argentine, le Pérou, le Brésil et l'Uruguay.

- 9 janvier : voyage-surprise du Premier ministre du Royaume-Uni Margaret Thatcher dans l'archipel des Malouines, qui vient d'être repris aux Argentins.

- 11 janvier : en Haute-Volta, (actuel Burkina Faso), le « Comité du salut du peuple » (CSP) nomme Thomas Sankara Premier ministre (fin le 17 mai).

- 15 janvier : le jour de naissance de Martin Luther King devient férié.

- 17 janvier : décret d'expulsion des immigrés clandestins au Nigeria[3]. Un million d’immigrés sont expulsés[4].

- 19 janvier : 
  - Maurice Papon est inculpé de crimes contre l'humanité.
  - crise des euromissiles : Andreï Gromyko, à Bonn, refuse l'option zéro.

- 20 janvier : 
  - discours de François Mitterrand à Bonn : « Les missiles sont à l'Est et les pacifistes à l'Ouest ». Il approuve le déploiement des missiles Pershing américains.
  - Jacky Ickx et Claude Brasseur remportent le cinquième Paris-Dakar.

- 27 janvier :
  - Décès de Louis de Funès, acteur français (° 31 juillet 1914)

## Naissances
- 1er janvier : Corinne Coman, Miss France 2003
- 2 janvier : Christian Malanga, homme politique congolais († 19 mai 2024.
- 8 janvier : 
  - Chris Masters, ancien catcheur de la WWE.
- 13 janvier : 
  - Ronny Turiaf, basketteur français.
  - Ludovic-Alexandre Vidal, auteur et adaptateur français de théâtre musical.
- 14 janvier : Vincent Jackson, joueur américain de football américain († 15 février 2021).
- 15 janvier : André Ventura, homme politique portugais.
- 17 janvier :
  - Julie Budet, plus connue sous le nom de Yelle, chanteuse française.
  - Álvaro Arbeloa, footballeur espagnol.
- 18 janvier : Samantha Mumba, chanteuse et actrice irlandaise.
- 19 janvier : Utada Hikaru, chanteuse japonaise.
- 21 janvier : 
  - Maryse Ouellet, catcheuse professionnelle canadienne luttant a la WWE.
  - Mohamed Zaouche, footballeur algérien.
- 26 janvier : Dimitri Szarzewski, rugbyman français (XV de France et Stade Français Paris)
- 31 janvier : 
  - Sébastien Castella (Sébastien Turzac), matador français.
  - Keen'v, chanteur français.
- Date inconnue : Hassanati Halifa, footballeuse comorienne.

## Décès
- 11 janvier : Nikolaï Podgorny, homme politique soviétique.
- 13 janvier : Arthur Space, acteur américain.
- 15 janvier :
  - Meyer Lansky, criminel américain (° 12 octobre 1908).
  - René Bonnet, pilote et constructeur automobile.
- 19 janvier : 
  - Don Costa, Compositeur, arrangeur, chef d'orchestre et producteur américain
  - Jean d'Arcy, homme de télévision.
- 24 janvier : George Cukor, réalisateur américain.
- 27 janvier :
  - Meyer Fortes, anthropologue britannique.
  - Louis de Funès, acteur français.
- 28 janvier : Billy Fury, chanteur britannique.